# Simàguino
Simàguino (en rus: Симагино) és un poble (possiólok) de l'óblast de Leningrad, a Rússia, que el 2017 tenia 18 habitants, pertany al districte de Víborgski.